# التصميم العظيم
التصميم العظيم (بالإنجليزية: The Grand Design)‏ هو كتاب علميٌّ موجَّه للعامة من تأليف الفيزيائيَّين ستيفن هوكنغ وليوناردو ملودينو، نشرته دار بانتام بوكس في شهر سبتمبر من عام 2010. يتناول الكتاب حججاً تدعم أن وجود الإله غير ضروريّ لتفسير نشأة الكون، وأن الانفجار العظيم ما هو إلا نتيجة لقوانين علم الفيزياء وحدها، بعبارةٍ أخرى، يهدف الكتاب إلى التدليل على أن نشأة الكون جاءت نتيجة للعلم فقط. يناقش الكتاب بإسهابٍ نظرية الأوتار الفائقة، فإذا ما تمكَّن العلم من إثبات هذه النظرية سيكون البشر قد وجدوا «التصميم العظيم». جاءت ردود الفعل على الكتاب متباينة، حيث كان هناك نقدٌ شديد وجِّه إليه بسبب نظرته الإلحادية، وأجاب ستيفن هوكنغ على تلك الانتقادات بقوله: «لا يمكن لأحدٍ إثبات عدم وجود الإله، لكن في الآن ذاته فإن العلم لا يحتاج للإله».
نشر الكتاب للمرة الأولى في الولايات المتحدة الأمريكية بتاريخ السابع من سبتمبر عام 2010، ليصبح الكتاب الأكثر مبيعاً على موقع أمازون الإلكتروني خلال بضعة أيامٍ فقط.
جاء نشره في بريطانيا بعد ذلك بيومين، في التاسع من سبتمبر، وأصبح الكتاب في نفس يوم نشره ثاني أكثر الكتب مبيعاً على أمازون.

## الموضوع
ينقسم الكتاب إلى ثمانية فصولٍ تحمل العناوين الآتية:
1. لغز الوجود (The Mystrey of Being).
2. سلطة القانون (The Rule of Law).
3. ما هي الحقيقة (What is Reality).
4. بدائل محتملة لنشأة الكون (Alternative Histories).
5. نظرية كل شيء (The Theory of Everything).
6. اختيار كوننا (Choosing Our Universe).
7. المعجزة الواضحة (The Apparent Miracle).
8. التصميم العظيم (The Grand Design).

## النقد
قال الدكتور حنا صابات (رئيس الجمعية الفلكية الأردنية) معلِّقاً على الكتاب لإذاعة البي بي سي: «مجال عمل العلم هو ما يمكن دحضُهُ في المستقبل، بينما الروحانيات والدين لا يمكن جدالها. العلم يَفتِرضُ وجود وعاءٍ لهذا الكون، وأنّ العقل البشري أو الكائنات الأخرى قادرة على فهم هذا الوعاء».
وقد امتدح عالم الأحياء التطورية والداعي إلى الإلحاد ريتشارد دوكينز وجهة نظر هوكنغ في الكتاب، قائلاً أن: «أخرجت الداروينية الإله من علم الأحياء، لكن حالة الفيزياء بقيت أقلَّ وضوحاً. وأما الآن فإنَّ هوكنغ يقود قتلاً رحيماً لفكرة الإله في الفيزياء».
وقد قال المعلِّم الروحي ديباك شوبرا في مقابلة مع ليونارد ملودينو (أحد مؤلِّفَي الكتاب): «يجب علينا أن نحيّي ليوناردو وستيفن لمشاركتهما أخيراً في الحرب العالمية على أسطورة المادية، لأن كل شيءٍ نسمّيه «المادة» يأتي من هذا العالم غير المرئي، عالمٌ وراء الزمان والمكان. كل خبرتنا الدينية مبنيَّة على ثلاث أفكارٍ أساسيَّة فحسب».
من جهةٍ أخرى، شكَّك الفيزيائي البريطاني روجر بنروز في مقالٍ بصحيفة فاينانشال تايمز بأن أسلوب الكتاب يمنح قُرَّاءه فهماً كافياً للموضوع، قائلاً أنه «بعكس نظرية ميكانيكا الكم، فإنَّ نظرية-إم ليست لها أي أدلِّة مثبتة تجريبياً». واقترح الفيزيائي البريطاني جوزيف سلك في مجلة ساينس أن «بعض التواضع سيكون مرحَّباً به هنا... أعتقد أنه خلال قرنٍ أو قرنين... ستبدو نظرية-إم مألوفةً لعلماء الكون المستقبليّين كما هي بالنسبة لنا نظريات فيثاغورس الكونية عن الكرات».
وقد صدر حديثا كتاب بعنوان (المصمم الأعظم: قراءة نقدية في كتاب التصميم العظيم للبروفسور ستيفن هوكنج) من الدار العربية للعلوم ناشرون ببيروت، الكتاب من تأليف الدكتور حسن أحمد جواد اللواتي مع تعليقات فلسفية لمحمد رضا محمد اللواتي، الكتاب على ثلاثة أقسام يتناول القسم الأول عرضا موجزا لأهم أفكار كتاب التصميم العظيم، أما القسم الثاني فهو مناقشة تلك الأفكار وتبيان الثغرات فيها، أما القسم الثالث فهو للقارئ الراغب في التعمق بالمباحث الفلسفية التي تدعم تلك المناقشات وتثبت وجود الله وحاجة الكون للخالق.

## وصلات خارجية
- مناقشات مع ستيفن هوكنج في كتاب التصميم العظيم[وصلة مكسورة]، صحيفة الرؤية.
- ممدوح يجوب آفاق كتاب «التصميم العظيم» لهوكنج، صحيفة الرأي الأردنية.